# Flor de Mayo (sitio arqueológico)

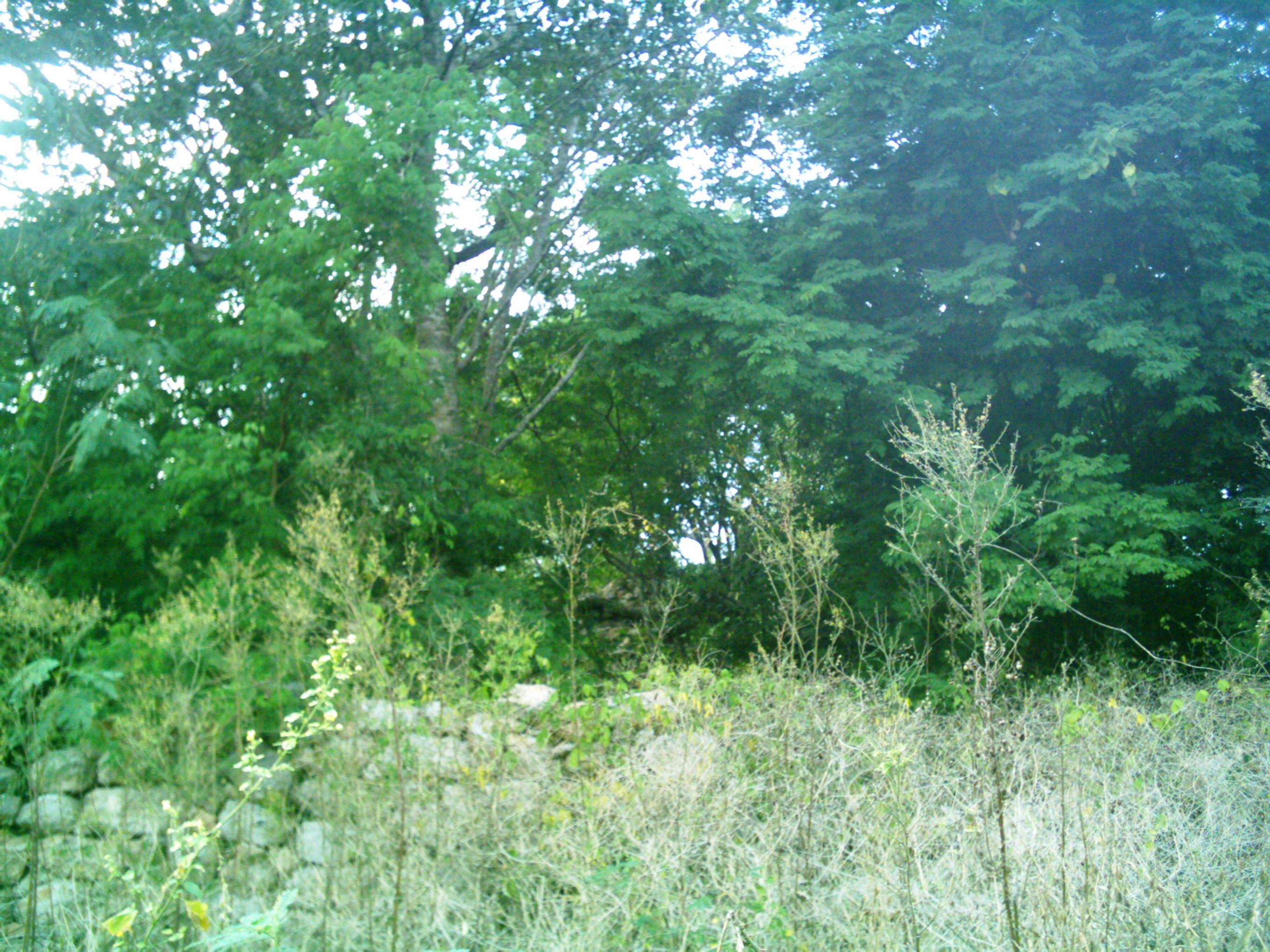
Vestigios arqueológicos cercanos a Flor de mayo.

El sitio arqueológico de Flor de Mayo se encuentra en el kilómetro 1 de la carretera Mérida-Tixkokob en Yucatán, México, y está localizado en el fraccionamiento del mismo nombre.
El nombre (Flor de Mayo) hace referencia a la planta de la familia de las apocináceas Plumeria rubra.

## Yacimiento arqueológico
Data entre los años 900 y 600 a. C. y se cree que estuvo ligado a Dzibilchaltún. Se estima que tenía un radio de al menos 3 km y se han encontrado, entre otros vestigios, aproximadamente 60 estructuras habitacionales (30 a 60 metros de largo) y entierros con ofrendas de vasijas de cerámica tipo pizarra del período clásico tardío. El estilo arquitectónico es tipo Puuc en las piedras labradas tipo  mosaico y pequeños zócalos.
Un sitio arqueológico cercano llamado San Pedro Nohpat estuvo ligado a Flor de Mayo.